# Adolf Liebscher

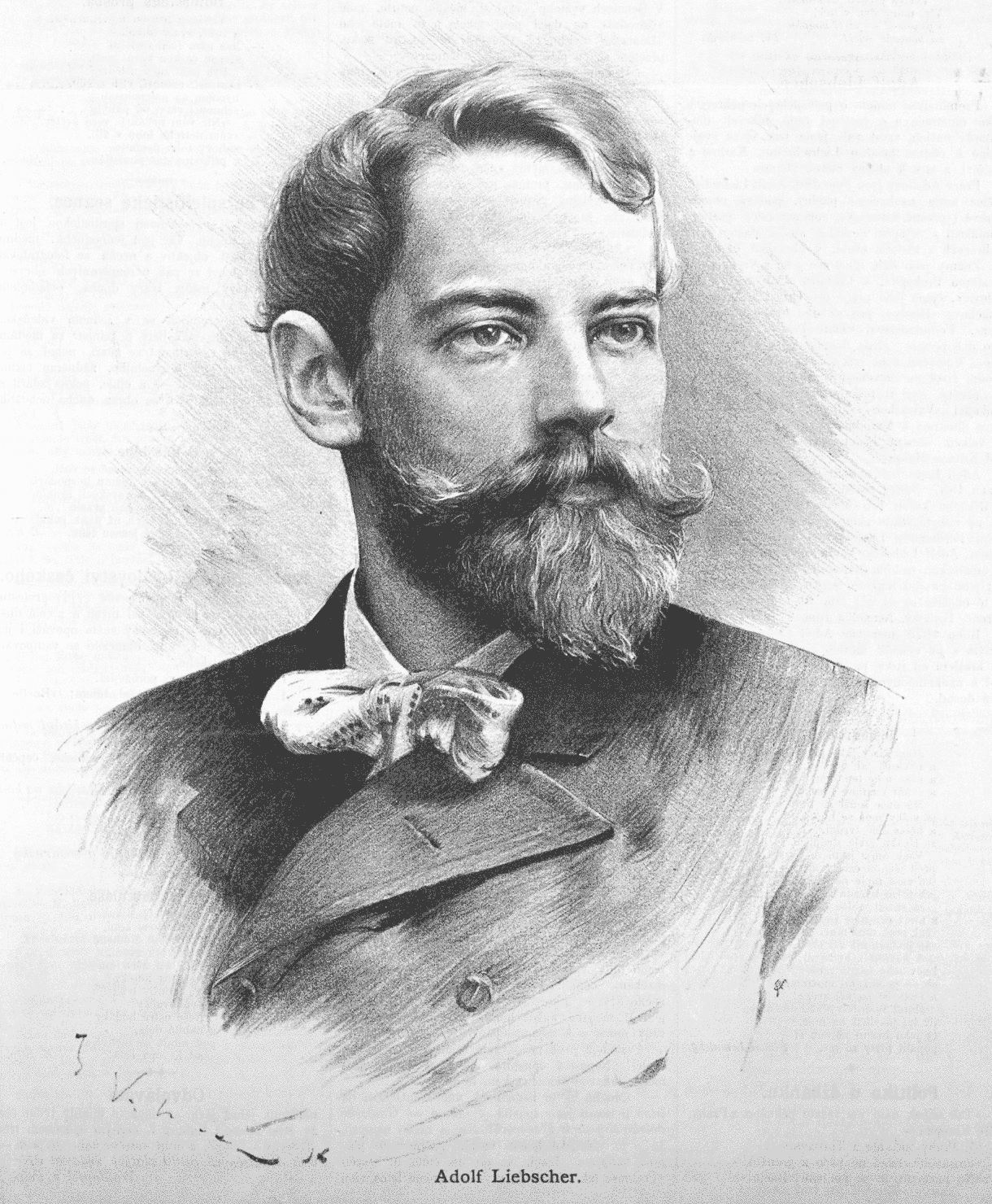
Adolf Liebscher, por Jan Vilímek (1887).

Adolf Liebscher  (11 de marzo de 1857, en Praga – 11 de junio de 1919, en Potštejn) fue un pintor de historia checo.

## Vida y obra
Tras completar su formación en las escuelas locales, se trasladó a Viena, donde asistió a un curso de tres años para profesores de dibujo con Ferdinand Laufberger. Pasó seis meses preparándose para participar en un concurso para la creación de decoraciones para el vestíbulo del Teatro Nacional. Recibió el segundo premio y sus dibujos se utilizaron para la luneta Posteriormente pasó varios meses en Italia.

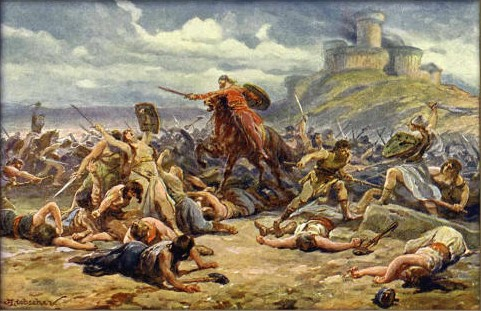
Escena de La guerra de las doncellas, un cuento popular bohemio; Año desconocido

A su regreso recibió una serie de encargos públicos, entre ellos trabajos en el Rudolfinum, en el ayuntamiento de Písek y en los edificios de oficinas gubernamentales de Vinohrady y  Vyškov. Se convirtió en profesor de la Universidad Técnica en 1879, fue ascendido a profesor asociado en 1895 y nombrado catedrático en 1911.
En 1903 expuso un ciclo de pinturas al temple titulado "Elegía checa", en el que aparece un retrato icónico coronado de espinas, destinado a simbolizar el sufrimiento de la nación checa por la opresión de la monarquía austrohúngara.Ese mismo año, pintó un retrato del emperador Francisco José.
Además de sus escenas históricas, realizó estudios de trajes populares, retablos e ilustraciones, muchos de los cuales aparecieron en la revistas Zlatá Praha y Světozor. Junto con su hermano Karel (que también era artista), creó un mural panorámico, "Los suecos en el Puente de Carlos", para el Laberinto de espejos. en Petřín.